# Italo Bargagna
Italo Bargagna (Pisa, 3 aprile 1889 – 27 aprile 1970) è stato un politico italiano.
È stato il primo sindaco di Pisa dopo la liberazione del 1944, rieletto alle elezioni del 1946.
Bargagna è stato membro dell'Assemblea Costituente, eletto nella circoscrizione di Pisa per il Partito Comunista Italiano.